# Giampaolo Manfrone (1441-1527)
Giampaolo Manfrone (Manfron) (Schio, 1441 – Pavia, 3 ottobre 1527) è stato un condottiero italiano.

## Biografia
Giampaolo Manfrone detto "Fortebraccio" era figlio di Manfrone e di Giacoma Malatesta e fu uno dei condottieri più famosi al servizio della Repubblica di Venezia. Fu inizialmente al servizio di Jacopo Piccinino e di Bernardino Fortebraccio e passò per breve periodo al servizio del Regno di Napoli, per ritornare sotto la Serenissima (1494); ebbe un'intensa vita militare.
Morì ferito da un'archibugiata durante l'assedio di Pavia nel 1527 e fu sepolto nella basilica di Sant'Antonio a Padova.

## Discendenza
Sposò Angela Mele, nobile napoletana ed ebbero un figlio, Giulio, nato nel 1490 circa che fu uomo d'armi e morì in battaglia a Cremona nel 1526. Uno dei figli, Giampaolo, fu uomo d'armi al servizio della Serenissima e sposò Lucrezia Gonzaga.